# Dan Sterup-Hansen
Dan Sterup-Hansen (3. oktober 1918 i Sønder Jernløse – 2. juli 1995 i Slagslunde) var en dansk maler, grafiker og professor.
Sterup-Hansen var uddannet fra Kunstakademiets malerskole i 1939 og fra den grafiske skole samme sted i 1944, hvor han var elev hos Aksel Jørgensen. I 1936 debuterede han på Kunstnernes Efterårsudstilling, og allerede fra 1950 var han medlem af Den Frie Udstilling. Fra 1962 til 1974 var han professor ved Kunstakademiets afdeling for mur- og rumkunst 1962-74, og fra 1974 til 1988 var han professor ved akademiets grafiske skole. I en årrække i midten af 1950'erne var han medlem af tidsskriftet Dialogs redaktion.
Han arbejdede for at udbrede kunsten og udførte en række udsmykningsopgaver, bl.a. et relief i keramik på Folkets Hus (1956), altertavlen i Vellinge Kirke ved Ringkøbing (1971) og maleriet Befrielsesregeringen 1945, der hænger på Christiansborg (1985-91).
I 1952 modtog han Eckersberg Medaillen og i 1979 Thorvaldsen Medaillen. I 1974 modtog han Det anckerske Legat. Han blev Ridder af Dannebrog 1967 og Ridder af 1. grad 1980.
Kristian Begtorp producerede og instruerede i 1957 filmen Dan Sterup-Hansen, der tegnede et portræt af Dan Sterup-Hansen.